# Comuna de Wilga
Wilga (polaco: Gmina Wilga) é uma gminy (comuna) na Polónia, na voivodia de Mazóvia e no condado de Garwoliński. A sede do condado é a cidade de Wilga.
De acordo com os censos de 2004, a comuna tem 5305 habitantes, com uma densidade 44,5 hab/km².

## Área
Estende-se por uma área de 119,13 km², incluindo:
- área agrícola: 37%
- área florestal: 42%

## Demografia
Dados de 30 de Junho 2004:
|                      | Total   | Total | Mulheres | Mulheres | Homens  | Homens |
| -------------------- | ------- | ----- | -------- | -------- | ------- | ------ |
|                      | pessoas | %     | pessoas  | %        | pessoas | %      |
| População            | 5305    | 100   | 2634     | 49,7     | 2671    | 50,3   |
| Densidade (pop./km²) | 44,5    | 100   | 22,1     | 22,1     | 22,4    | 22,4   |

De acordo com dados de 2002, o rendimento médio per capita ascendia a 1512,43 zł.

## Subdivisões
- Celejów, Cyganówka, Goźlin Górny, Goźlin Mały, Holendry, Mariańskie Porzecze, Nieciecz, Nowe Podole, Nowy Żabieniec, Ostrybór, Ruda Tarnowska, Skurcza, Stare Podole, Stary Żabieniec, Tarnów, Trzcianka, Uścieniec-Kolonia, Wicie, Wilga, Wólka Gruszczyńska, Zakrzew.

## Comunas vizinhas
- Garwolin, Łaskarzew, Maciejowice, Magnuszew, Sobienie-Jeziory